# The Young Ones (videogioco)
The Young Ones è un videogioco di avventura grafica tratto dalla serie televisiva umoristica britannica The Young Ones e pubblicato nel 1986 per Amstrad CPC, Commodore 64 e ZX Spectrum dall'editrice britannica Orpheus Ltd., di Hatley St George.

## Modalità di gioco
A inizio partita il giocatore può scegliere se controllare Vyvyan, Rick, Neil o Mike, i quattro demenziali protagonisti della serie televisiva. Il gioco si svolge nella loro casa in affitto per studenti e a volte in pochi altri luoghi. La schermata di gioco è divisa in tre parti orizzontali e le due più in basso mostrano contemporaneamente due stanze dello scenario, con visuale bidimensionale di lato e i personaggi che si spostano solo a destra e sinistra. La parte più in alto ospita invece i menù testuali per controllare il personaggio.
L'obiettivo del gioco è raccogliere tutti gli oggetti che appartengono al proprio personaggio, per poter infine abbandonare la casa. Quali siano gli oggetti giusti non è noto a priori e dipende dal personaggio scelto, come anche il contenitore in cui vanno radunati.
L'avventura consiste nell'utilizzare oggetti mobili ed elementi dello scenario per risolvere vari problemi, in modo più o meno logico, un po' nello stile di Wally, ma senza la componente d'azione.
Molti obiettivi e soluzioni possono essere chiari agli spettatori abituali della serie televisiva, mentre per gli altri è spesso difficile capire cosa debba fare ciascun personaggio; lo stesso può dirsi del capire l'umorismo del gioco.
Il personaggio giocante non viene mosso direttamente dal giocatore, ma si controlla esclusivamente tramite i menù, che mettono a disposizione tipici comandi da avventura. Una volta dato un comando, il personaggio si muove automaticamente. I comandi di base sono Action, Talk e Walk ("azione", "parla" e "cammina"; il programma esiste solo in inglese) e da questi si accede a sottomenù con opzioni variabili che dipendono dalla situazione. Tramite Action si sceglie da un elenco dei vari oggetti in proprio possesso o presenti nella stanza, che si possono quindi raccogliere, lasciare, aprire, chiudere, mangiare, sfasciare. Talk fa dire una qualche frase al personaggio, determinata dal computer. Walk dà una lista delle altre stanze direttamente raggiungibili.
Gli altri tre personaggi non scelti dal giocatore sono controllati dal computer e si aggirano contemporaneamente per lo scenario, a volte costituendo un intralcio in quanto anche loro possono prelevare oggetti. Agiscono con comportamenti propri di ciascun personaggio, secondo un'intelligenza artificiale chiamata Puppetmaster ("burattinaio"). Tutti i personaggi, compreso quello giocante, a seconda delle circostanze pronunciano frasi sotto forma di fumetti, non rivolte a un interlocutore in particolare, che possono dare indizi al giocatore (inutili secondo alcune fonti).

## Storia
Secondo Paul Kaufman, allora amministratore delegato della Orpheus, l'azienda riuscì a ottenere la licenza per un gioco sulla serie televisiva battendo concorrenti ben più grandi come la Virgin Games. Tuttavia la licenza si rivelò un'arma a doppio taglio, perché i proprietari della serie (Rik Mayall, Ben Elton e l'azienda che la gestiva) dovevano approvare personalmente ogni fase del gioco ed era quasi impossibile riuscire a riunirli, pertanto si accumularono ritardi. Oltre 10 000 copie erano già state preordinate dalle catene di rivenditori WHSmith e Boots, ma l'uscita del gioco non riuscì a rispettare la scadenza prevista di Natale 1985. Questa disfatta, in concomitanza con il fallimento della Oric, praticamente causò la fine della Orpheus come editrice. La Orpheus era infatti uno spin-off della Tansoft, l'editrice legata alla Oric che produceva software per i computer della Oric. Il marchio Orpheus sopravvisse qualche altro anno solo come sviluppatrice.

## Accoglienza
Le versioni Commodore 64 e ZX Spectrum ricevettero di solito valutazioni medie dalla stampa britannica. Ci furono anche giudizi estremamente negativi da parte di Computer and Video Games 54 e Commodore User 30, non per l'aspetto (giudicato ordinario), ma per la scarsa giocabilità e interesse. Anche Retro Gamer 120, in retrospettiva, lo ricorda come un gioco noioso.